# China Telecommunications Corporation
China Telecommunications Corporation — китайская государственная телекоммуникационная корпорация. Деятельность в основном осуществляет через дочерние компании China Telecom, China Communications Services и Besttone Holding Corporation. В списке Fortune Global 500 занимает 141-е место. Контролируется Комитетом по контролю и управлению государственным имуществом Китая (SASAC).

## История
Корпорация была выделена 27 апреля 1995 года из Министерства почт и телекоммуникаций под названием China P&T Directorate General of Telecommunications. 17 мая 2000 года была зарегистрирована под современным названием. Она являлась государственной корпорацией-монополистом, но в 2001 году активы 10 северных подразделений были переданы China Netcom (в 2008 году эта компания была объединена с China Unicom)'. 10 сентября 2002 года была создана компания China Telecom; корпорация сохранила за собой контрольный пакет её акций, остальные были размещены на фондовой бирже Гонконга, а американские депозитарные расписки — на Нью-Йоркской фондовой бирже. Постепенно, в восемь этапов, China Telecom были проданы большинство активов корпорации; последними этапами стала передача контроля над дочерней компанией China Telecom (Europe) Limited в конце 2013 года и компанией спутниковой связи China Telecom Satellite Communication в декабре 2017 года.
На начало 2008 года корпорация предоставляла услуги проводной телефонии и мобильной связи для 216 миллионов абонентов, а также широкополосного доступа к сети интернет для 38 миллионов абонентов, обеспечивая приблизительно 62 % (46 Гб/с) интернет канала Китая. 2 июня 2008 China Telecommunications приобрела активы China Unicom, связанные с услугами радиосвязи CDMA за 110 млрд юаней ($15,86 млрд), что увеличило количество её абонентов на 43 миллиона; вскоре эти активы были переданы China Telecom.

## Деятельность
China Telecommunications Corporation обслуживает более 700 млн клиентов, её волоконно-оптическая сеть широкополосного доступа к интернету является крупнейшей в мире, также занимает ведущее место в мире по размеру сети мобильной связи 4G и по количеству абонентов проводной телефонии.
- China Telecom — один из трёх крупнейших операторов связи в КНР (70,89 % акций).
- China Communications Services[англ.] — компания по управлению телекоммуникационным оборудованием, занимает 1502-е место среди крупнейших публичных компаний в мире[10].
- Besttone Holding Corporation — холдинговая компания с активами в индустрии развлечений (онлайн видео и игры, резервация номеров в отелях, управление отелями); China Telecommunications Corporation принадлежит 5,57 % акций, контрольный пакет у SASAC[11].